# Plongeur
Plongeur (Q00) byla experimentální ponorka francouzského námořnictva. Na vodu byla spuštěna roku 1863. Jako první ponorku jej nepoháněla lidská síla, ale pneumatický motor, poháněný stlačeným vzduchem. K jeho uložení sloužily rozměrné nádrže. Proto byl Plongeur s výtlakem 420 tun největší ponorkou devatenáctého století.

## Stavba

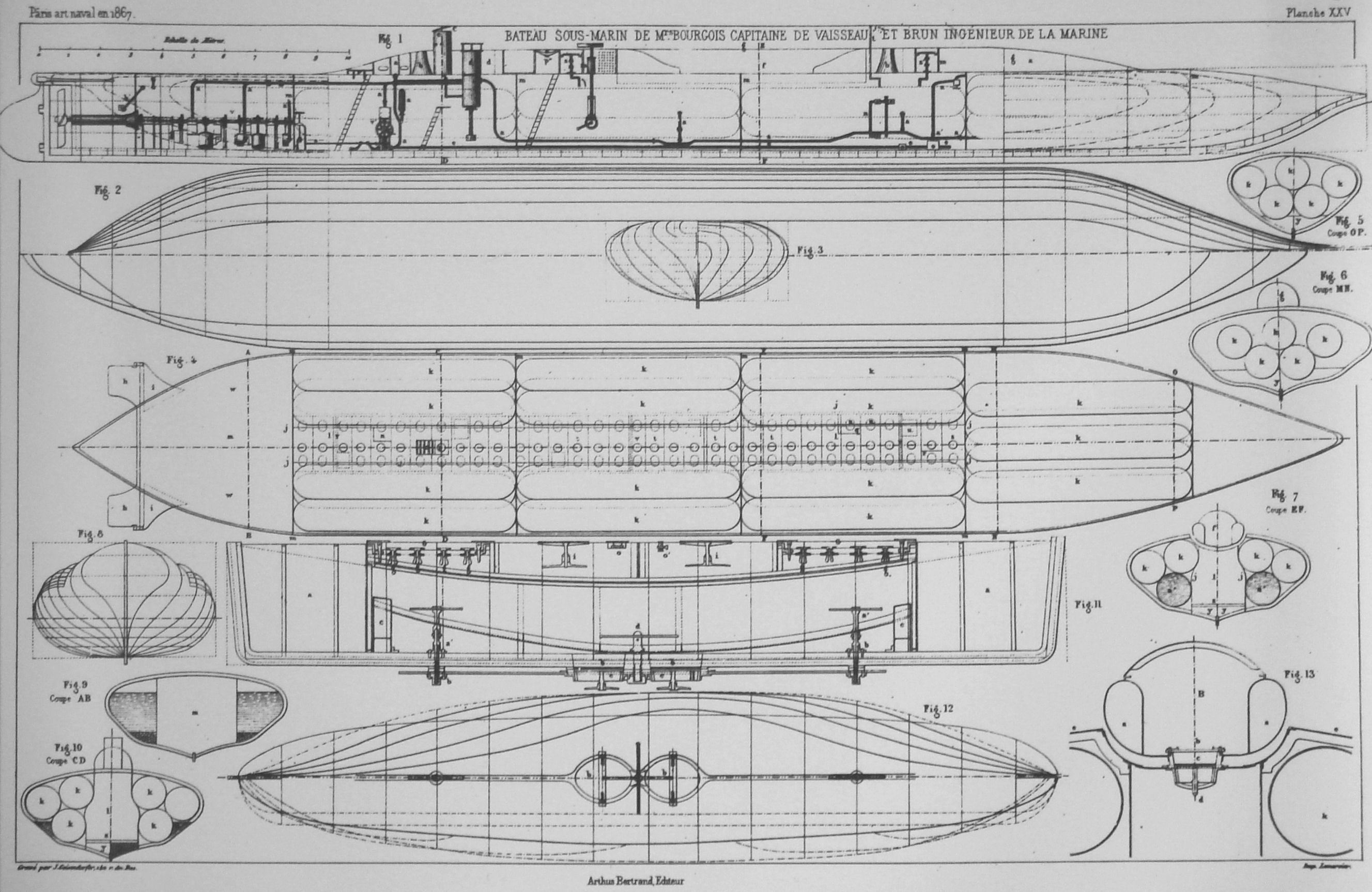
Nákled ponorky Plongeur

Francouzský námořní důstojník Siméon Bourgeois a inženýr Charles Brun na ponorka začali pracovat roku 1859. Na vodu byla ponorka spuštěna v loděnici Arsenal de Rochefort v Rochefortu 16. dubna 1863.

## Konstrukce

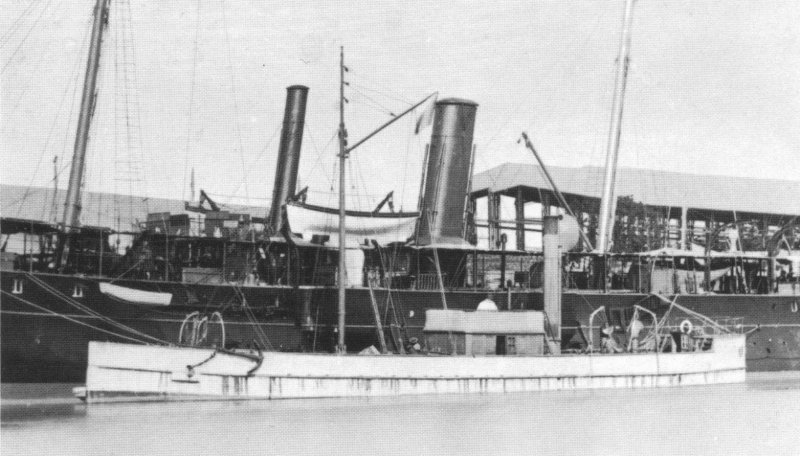
Plongeur po přestavbě na pomocný tanker

Ponorka byla vybavena horizontálními kormidly. Výzbroj tvořilo tyčové torpédo. Čtyřválcový pneumatický motor o výkonu 80 hp byl poháněn stlačeným vzduchem a roztáčel jeden lodní šroub. Stlačený vzduch byl skladován ve 23 nádržích. Nejvyšší rychlost dosahovala čtyři uzly. Dosah byl 7,5 námořních mil při rychlosti 2,4 uzlu.

## Služba
Zkoušky ponorky Plongeur trvaly tři roky. Ponorka trpěla špatnou podélnou stabilitou, zčásti kvůli širokému a dlouhému trupu. Dne 20. ledna 1867 byla odzbrojena a 15. února 1872 byla vyřazena. Následně byla v letech 1872–1935 provozována v upravené podobě jako pomocný přístavní tanker pro přepravu vody. Mimo jiné byla vybavena parním pohonem. Roku 1937 byla prodána do šrotu.